# Alsósárad
Alsósárad (ukránul: Нижнє Болотне), település Ukrajnában, a Huszti járásban.

## Fekvése
Ilosvától délkeletre, Ölyvös, Gázló, Nagyrákóc és Felsősárad közt fekvő település.

## Története
Alsósárad, a Nagyszőllősi hegység északi lejtőjén, a Beberke és az abba ömlő Sárad patak szögletébe települt falu neve a 14.-15. századig Sárad Sart, Sarayd, Saroydg alakokban volt említve. A település keletkezését az 1330-1351-es évekre teszik. A két egymás közelében fekvő falu Alsó- és Felsősárád egykor a Perényiek szőlő uradalmának a tartozéka volt a Nagyszőllősi hegység rutén településének vidékén. A 16-18. században azonban még a két Sárád település közül Alsósárád lakosai még nagy részben magyarok voltak.

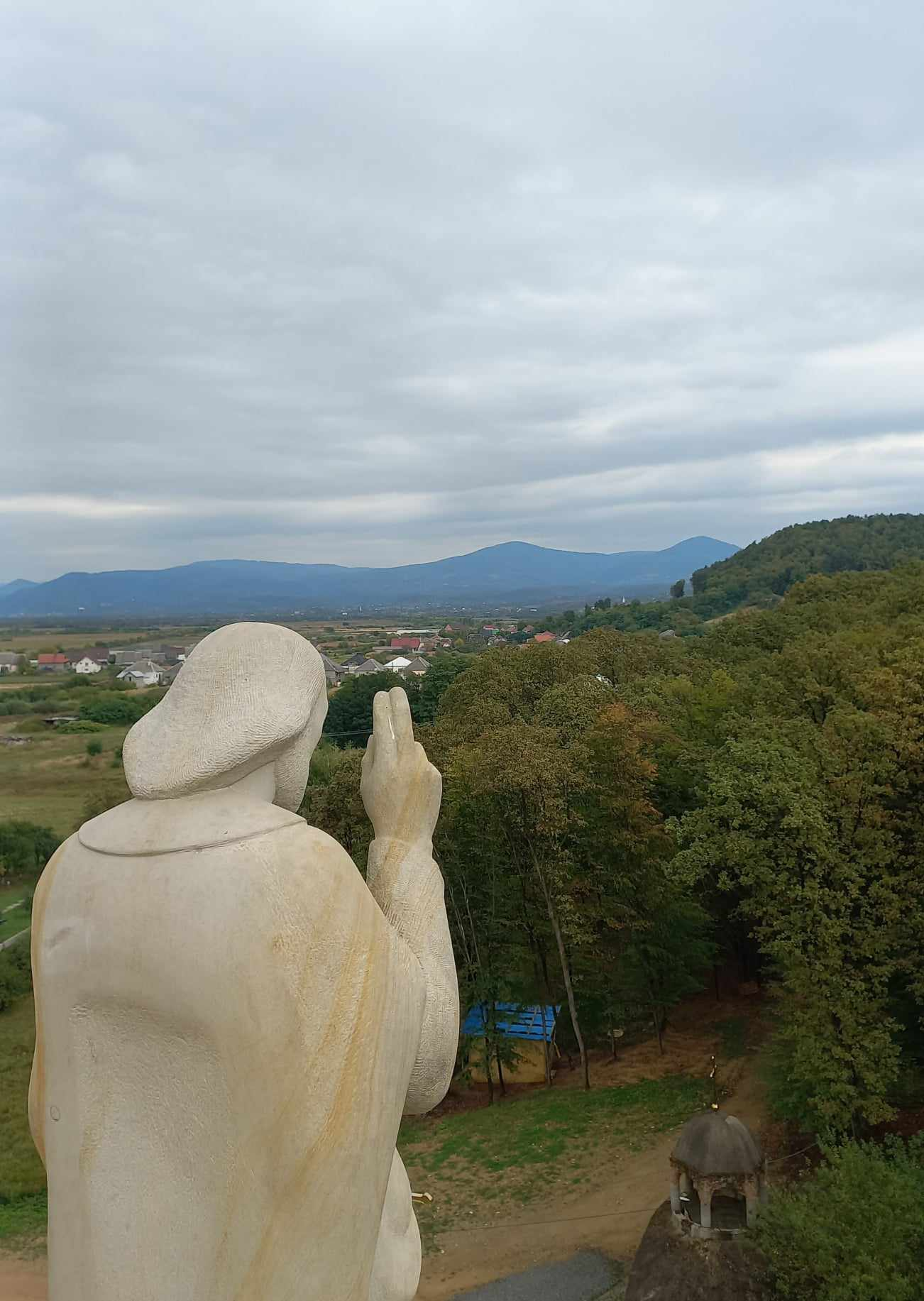
Kilátás a falura a Szent Család-templom kupolájából

A ma már nagyrészt ruszin lakosú településen feljegyzett ismertebb történeti helynevek: Berberka (patak), Berdo, Daincano, Hodos (patak), Horbok, Illas, Kalinina Moczarka, Kopain, Kowaci Hruniok, Lumpé owica (!), Mocsar, Niwki, Nowoselica, Pilce, Rusniak, Sardik (mező), Sardik patak, Wysoki.
A trianoni békeszerződés előtt Ugocsa vármegye Tiszáninneni járásához tartozott.
1910-ben 629 lakosából 5 magyar, 83 német, 536 ruszin volt. Ebből 540 görögkatolikus, 89 izraelita volt.